# 蒙草抗旱
内蒙古和信园蒙草抗旱绿化股份有限公司，簡稱内蒙古和信园蒙草抗旱绿化股份、内蒙古和信园蒙草抗旱绿化、内蒙古和信园蒙草抗旱，以及蒙草抗旱（英語：Inner Mongolia Hotision and Monsod Drought-Resistance Greening Co., Ltd.，深交所：300355），於2001年由王召明（董事長和首席執行官）於内蒙古自治区呼和浩特市盛乐经济园区盛乐五街南侧（本公司註冊總部）創立，前身為「呼和浩特市和信园绿化有限公司」，以及「内蒙古和信园蒙草抗旱绿化有限公司」。
現時業務在國內經營苗木种植、工程设计及施工，招股價為11.8元人民幣，發行新股為3,436 万股，而集資額為4.05億元人民幣，股份則在2012年9月27日於深圳證券交易所創業板上市。

## 連結
- Mengcao.com （页面存档备份，存于）